# Chrysso wangi
Chrysso wangi är en spindelart som beskrevs av Zhu 1998. Chrysso wangi ingår i släktet Chrysso och familjen klotspindlar. Inga underarter finns listade i Catalogue of Life.